# Pogradec
Pogradec (albanska določna oblika Pogradeci) je mesto ob Ohridskem jezeru v vzhodni Albaniji. 
Mesto leži na ozki ravnini, obkroženi z gorami, na jugozahodni obali jezera. Skozenj poteka glavna cesta SH3 med Tirano in Korčo. Je tudi končna postaja železniške proge Drač–Elbasan–Librazhd–Pogradec, ki pa zaradi dotrajanosti ne obratuje. Ob popisu leta 2011 je imel 20 848 prebivalcev in je bil enajsto največje mesto v državi.
Na vzpetini nad današnjim Pogradcem je obstajalo antično, verjetno ilirsko naselje. Na njegovem mestu so v 10. stoletju Bizantinci zgradili grad, katerega razvaline stojijo še danes. Današnje mesto je ob vznožju gradu nastalo v 7. stoletju, slovansko ime »pod-gradec« pa naj bi dobilo v času, ko je pripadalo Drugemu bolgarskemu cesarstvu. Od Skenderbegove smrti v 15. stoletju do albanske neodvisnosti leta 1912 je bilo del Osmanskega cesarstva. V prvi svetovni vojni je bilo mesto prizorišče spopadov med srbskimi, avstro-ogrskimi, bolgarskimi, italijanskimi in francoskimi vojskami, v drugi svetovni vojni pa se je znašlo na grško-italijanski fronti. Po drugi svetovni vojni je komunistična oblast v Pogradcu razvila težko industrijo, ki je izkoriščala tamkajšnja rudna bogastva. Poleg tega je mesto ob obali Ohridskega jezera postalo priljubljeno turistično letovišče.